# Странные мужчины Семёновой Екатерины
«Странные мужчины Семёновой Екатерины» — российский криминальный фильм-мелодрама, снятый в 1992 году на киностудии «Ленфильм». Фильм состоит из двух частей: «Катя» и «Мужчины».

## Сюжет
Легкомысленная молодая актриса Катя Семёнова живёт в петербургской коммуналке в ожидании больших ролей в кино и счастья в любви. Но роль дают небольшую, а её возлюбленный — милиционер Игорь — женится на другой. В отчаянии и смятении бродит она по ночному Петербургу, как вдруг около своего дома становится свидетельницей избиения молодого человека, и приглашает его к себе домой. Никита — сотрудник частной охранной фирмы, а вообще добрейшей души человек, художник и отец-одиночка. Такое сочетание не может оставить сердце Кати равнодушным, и она влюбляется в него. Но тут на горизонте появляется бывший ухажёр Кати.

## Разное
- Фильм основан на реальных событиях, произошедших за несколько лет до съёмок. В реальной истории следователь и художник погибли, а девушка осталась беременной от художника и с его ребенком от первого брака. Режиссёр по совету жены изменил грустный финал истории.
- Роль Игоря должен был играть Андрей Соколов, а роль Никиты Александр Абдулов. Но режиссёр решил поменять их местами.
- У главной героини нет сахара, потому что сахар в то время продавался по талонам.

## В ролях
- Александр Абдулов — Игорь Андреевич, оперативник
- Андрей Соколов — Никита
- Юрий Кузнецов — Евгений Евгеньевич Заветный, друг Никиты, врач
- Сергей Носуля — Ваня, сын Никиты
- Наталия Фиссон — Катя (Екатерина Александровна) Семёнова
- Александр Хочинский — Геннадий, сосед Кати, горный инструктор
- Юлиан Макаров — Вячик
- Николай Лавров — Сеня, друг Никиты, работник трамвайного депо
- Лев Вигдоров — информатор Игоря
- Борис Соколов — Валерий Сергеевич Метлицкий
- Александр Сластин — Николай Иванович Алимов
- Виктор Костецкий — оперативник, коллега Игоря
- Светлана Коваленко — жена Игоря
- Юлия Яковлева — подруга Кати, сотрудница Ленфильма
- Ольга Волкова — директор интерната
- Эрика Дружинина
- Павел Кашлаков — начальник Игоря
- Сергей Пижель — Жора, бандит

## Съёмочная группа
- Режиссёр — Виктор Сергеев
- Сценарист — Андрей Романов
- Композитор — Андрей Петров
- Оператор — Анатолий Родионов, Сергей И. Сидоров
- Художник — Евгений Гуков, Борис Порошин
- Продюсер — Виктор Трегубович